# Kazimierz Szczerba-Likiernik
Kazimierz Adolf Szczerba-Likiernik (ur. 16 października 1895 lub 1897 w Warszawie, zm. 17 września 1969 w Paryżu) – porucznik rezerwy piechoty Wojska Polskiego.

## Życiorys
Urodził się 16 października 1895 lub 1897 w Warszawie jako Kazimierz Likiernik. Był synem Stanisława. W 1911 wstąpił do Związku Strzeleckiego i Związku Walki Czynnej. Podjął studia na Uniwersytecie w Cambridge.
Po wybuchu I wojny światowej w 1914 został żołnierzem Legionów Polskich, służąc w 1 kompanii III batalionu 1 pułku piechoty w składzie I Brygady. W trakcie służby posługiwał się pseudonimem „Szczerba”. W bitwie pod Kostiuchnówką w lipcu 1916 został ranny, po czym wzięty do niewoli przez Rosjan. Po skazaniu na zesłanie odzyskał wolność w trakcie rewolucji lutowej 1917. Następnie działał w szeregach Polskiej Organizacji Wojskowej w Petersburgu. Był jednym z założycieli Polskiego Towarzystwa Patriotycznego. W 1919 został zatrzymany przez siły bolszewickie, jednak z powodzeniem uciekł i przedostał się na ziemie polskie.
Po odzyskaniu przez Polskę niepodległości został przyjęty do Wojska Polskiego. Został awansowany na stopień porucznika rezerwy piechoty ze starszeństwem z dniem 1 czerwca 1919, po czym w 1921 przeniesiony do rezerwy. W 1923, 1924 był oficerem rezerwowym 63 pułku piechoty w Toruniu. W 1934 był oficerem rezerwowym warszawskiego 21 pułku piechoty i pozostawał wówczas w ewidencji Powiatowej Komendy Uzupełnień Warszawa Miasto III.
19 listopada 1935 uzyskał exequatur jako honorowy konsul honorowy Republiki Peru na obszar RP z siedzibą w Warszawie. W 1939 wyjechał do tego kraju. Po wybuchu II wojny światowej wstąpił do Wojska Polskiego we Francji. Od 1940 do 1945 był osadzony w niemieckich obozach jenieckich.
Po odzyskaniu wolności osiadł w Paryżu. Zmarł 17 września 1969 tamże.

## Ordery i odznaczenia
- Krzyż Niepodległości[2]
- Krzyż Walecznych – czterokrotnie[2]
- Odznaka „Za wierną służbę”[2]
- Odznaka pamiątkowa Polskiej Organizacji Wojskowej[2]